# Odert von Schoultz
Odert von Schoultz, född 19 augusti 1914 i Johannes församling, Stockholm, död 31 maj 1990 i Sankt Görans församling, var en reklamman, producent och regissör.
Schoultz var en av de ledande reklamfilmsmakarna under 1950-talet och arbetade bland annat vid Spectrafilm och Sandell-Film AB samt vid reklambyrån Ervaco. Schoultz låg bakom två klassiska slogans, för Marabou skapade han "Mmm…Marabou" och för Zingo "Försvinnande god".
Han gifte sig 1955 med skådespelerskan Amy Jelf.